# Севоїм

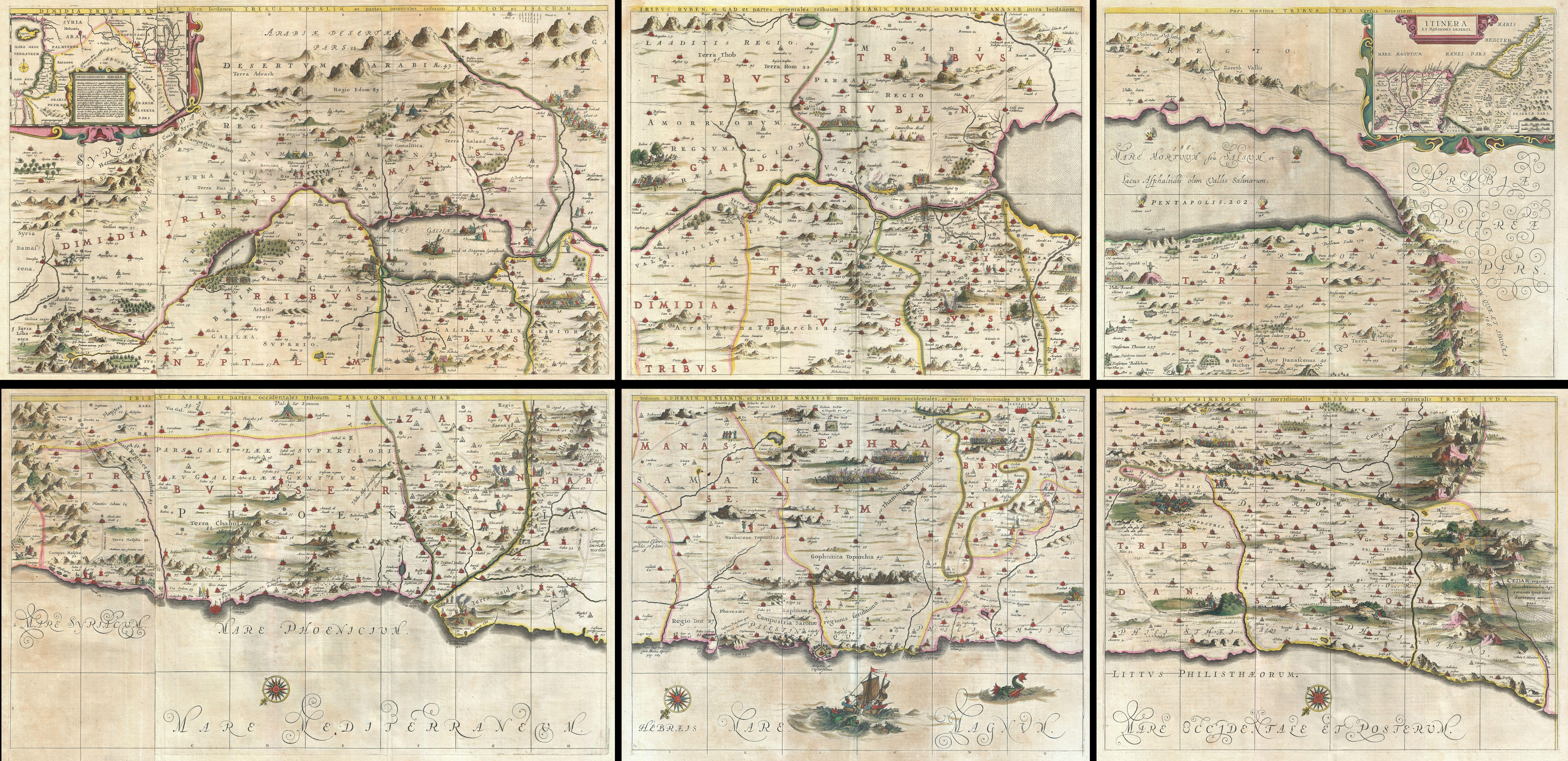
Цебоїм (Себоїм) на карті Янссонія 1662 року (правий верхній квадрант, другий рядок, третій стовпець)

Севоїм, також Цебоїм (івр. צבאים, צביים‎, в Септуагінті др.-грец. Σεβωίμ), — одне з біблійних старозавітних міст невеликого царства в долині Сіддім, винищених за гріховність їх жителів .
Згадується у Книзі Буття як одне з міст Содомського п'ятиграддя